# Kyffhäuser
Kyffhäuser je vysočina ležící na hranici německých spolkových zemí Durynsko a Sasko-Anhaltsko. Od pohoří Harz na severu ji odděluje údolí Goldenen Aue. Hřeben je dlouhý přes 20 km, nejvyšším bodem je Kulpenberg se 473 metry nad mořem, na jehož vrcholu se nachází televizní vysílač.
Oblast byla vyzdvižena v období hercynského vrásnění, kopce jsou tvořeny převážně pískovcem a zalesněny, nacházejí se zde ale také bezlesé krasové lokality se solnými prameny, kde převládá sádrovec. V městečku Bad Frankenhausen jsou solné lázně. Kyffhäuser je chráněn jako geopark.
Na kopci nad obcí Tilleda vznikla falc, o které existuje písemná zmínka už z roku 972. Koncem 11. století byl zbudován nedaleko ní strážní hrad Reichsburg Kyffhausen, na kterém později sídlil císař Fridrich I. Barbarossa. Existuje legenda, že císař spí se svým vojskem v nitru kopce, aby mohl vyjet vlasti na pomoc v případě ohrožení, podobně jako blaničtí rytíři. V roce 1896 byl na zříceninách hradu vybudován podle návrhu Bruno Schmitze 81 metrů vysoký památník se sochami Fridricha Barbarossy a Viléma I. Pruského. Další významnou památkou Kyffhäuseru je hrad Rothenburg ležící v jeho západní části nedaleko obce Steinthaleben.
Vysočina je administrativní součástí zemského okresu Kyffhäuser v rámci Durynska, jehož sídelním městem je Sondershausen.